# Parlamentswahl in San Marino 1993
- RCS: 2
- PPDS: 11
- MD: 3
- PSS: 14
- AP: 4
- PDCS: 26

Die Parlamentswahl in San Marino 1993 fanden am 13. Mai 1998 statt.

## Ergebnisse
| Partei                                                                 | Anzahl der Stimmen | %      | Mandate |
| ---------------------------------------------------------------------- | ------------------ | ------ | ------- |
| Partito Democratico Cristiano Sammarinese (PDCS)                       | 9.010              | 41,4 % | 26      |
| Partito Socialista Sammarinese (PSS)                                   | 5.167              | 23,7 % | 14      |
| PPDS                                                                   | 4.046              | 18,6 % | 11      |
| Alleanza Popolare dei Democratici Sammarinesi per la Repubblica (APDS) | 1.676              | 7,7 %  | 4       |
| Movimento Democraticoe (MD)                                            | 1.148              | 5,3 %  | 3       |
| Rifondazione Comunista Sammarinese (RCS)                               | 731                | 3,4 %  | 2       |